# Alyssum fedtschenkoanum
Alyssum fedtschenkoanum är en korsblommig växtart som beskrevs av Nikolaj Adolfovitj Busj. Alyssum fedtschenkoanum ingår i släktet stenörter, och familjen korsblommiga växter. Inga underarter finns listade i Catalogue of Life.